# Valois Mária calabriai hercegné
Valois Mária (1309 – Nápoly, 1328. december 6.), olaszul: Maria di Valois, franciául: Marie de Valois, francia királyi hercegnő, a házassága révén a Nápolyi Királyság trónörökösnéjeként a Calabria hercegnéje címet viselte. I. Johanna nápolyi királynő anyja. A Capeting-ház Valois-ágának a tagja.

## Élete
Apja Károly, Valois grófja, III. Fülöp francia király és Izabella aragón infánsnő legkisebb gyermeke. Anyja Châtillon-i Matild saint-pol-i grófnő. Anyja, Matild angol királyi ősökkel is büszkélkedhetett, mivel anyai nagyanyja, Beatrix hercegnő III. Henrik angol király leánya volt. Mária szülei 1308. júniusában házasodtak össze, és szülei elsőszülött gyermekeként látta meg a napvilágot. Máriának még két édestestvére született ebből a házasságból: Izabella, Bourbon hercegnéje és Blanka német és cseh királyné, IV. Károly német-római császár első felesége. Máriának a két édestestvére mellett 10 féltestvére is volt apja előző két házasságából. Mária 1324. májusában feleségül ment Károlyhoz, Calabria hercegéhez, I. (Bölcs) Róbert nápolyi király elsőszülött fiához, akinek négy gyermeket szült. Mária hercegné 1328. december 6-án a negyedik gyermeke szülésébe halt bele.
Mária hercegné földi maradványait a nápolyi Szent Klára bazilikában helyezték örök nyugalomra.

## Gyermekei
- Férjétől, Anjou Károly (1298–1328)  calabriai hercegtől, I. (Bölcs) Róbert nápolyi király elsőszülött fiától, 4 gyermek:
  - Mária (–1328)
  - Johanna (1326–1382), I. Johanna néven 1343-tól Nápoly királynője, 1. férje András (1327–1345) magyar királyi herceg, címzetes nápolyi király, 1 fiú, 2. férje Tarantói Lajos (1327/28–1362) címzetes nápolyi király, 2 leány, 3. férje IV. Jakab (1337–1375) mallorcai király, 1 elvetélt gyermek, 4. férje Ottó (1320–1399) tarantói herceg, Braunschweig-Lüneburg hercege, nem születtek gyermekei, a 4 házasságából összesen 4 gyermek, többek között:
    - (1. házasságából): Károly (Nápoly, 1345. december 25. – Visegrád, 1348. május 10./június 19.) nápolyi  és magyar trónörökös
    - (2. házasságából): Katalin (Avignon, 1348. június – 1349. június 8.) nápolyi királyi hercegnő
    - (2. házasságából): Franciska (1351. október – Nápoly, 1352. június 2.) nápolyi királyi hercegnő

  - Károly (Firenze, 1327. április 13. – Firenze, 1327. április 21.)
  - Mária (1328–1366), Alba grófnője,[3] 1. férje I. (Anjou) Károly (1323–1348) durazzói herceg, Gravina grófja, 5 gyermek, 2. férje Balzo Róbert (–1354), avellinói gróf, nem születtek gyermekei, 3. férje, II. (Anjou) Fülöp (1329–1373) tarantói herceg és címzetes konstantinápolyi latin császár, 5 gyermek, összesen tíz gyermek, többek között:
    - (1. házasságából): Durazzói Margit (1347–1412), férje III. (Durazzói) Károly (1345–1386) nápolyi király és II. Károly néven magyar király, 3 gyermek, többek között:
      - II. Johanna nápolyi királynő (1373–1435)
      - László nápolyi király (1376–1414)

## Külső hivatkozások
- Mittelalter Genealogie/Marie von Valois Herzogin von Kalabrien – 2014. június 6.
- FMG/Sicily/Naples Kings – 2014. június 6.
- Libro d'Oro della Nobiltà Mediterranea/Gli Angioini (Dinastia di Angiò) – 2014. június 6.
- Euweb/Capet/Anjou – 2014. június 6.

| Előző Habsburg Katalin | Nápolyi trónörökösné 1324 – 1328 | Következő Châtillon-Blois Mária |

| Előző Habsburg Katalin | Calabria hercegnéje 1324 – 1328 | Következő Châtillon-Blois Mária |